# Kazumi Kurigami
Kazumi Kurigami (操上 和美, Kurigami Kazumi; * 1936, Hokkaidó) je japonský komerční a umělecký fotograf. Narodil se v obci Furano na ostrově Hokkaidó.

## Životopis
V roce 1961 absolvoval Tokijskou školu fotografie a o rok později nastoupil do Central Studio a studoval u fotografky Naoya Sugiki. Za následující rok se osamostatnil a podnikal na volné noze. Založil vlastní studio Kuri (1966), které v roce 1977 změnil název na studio CAMEL. V roce 1968 vytvořil plakát pro výstavu Osaka Expo se Šigeo Fukudou. Na přelomu šedesátých a sedmdesátých let natočil svůj první komerční film a pracoval na videu pro Kodak Pavilion na Ósaka Expo. V roce 1971 vytvořil VAN „Blue Dot“, své debutové dílo v reklamním průmyslu.V roce 2009 byla vydána jeho první filmová režijní práce „Želatinová stříbrná láska“.O rok později byl natočen dokumentární film MOMENT – Photographer's Desire, který režíroval Takafumi Mijamoto.

## Získaná ocenění
- 1964 – Cena Japonské společnosti reklamních fotografů APA
- 1970 – ACC Awards – Renomé „John Bull“, Pepsi
- 1975 – 19. nejvyšší ocenění ADC – Wrangler „Wrangler Gals“
- 1977 – 21. cena ADC – Nissan „Fairlady Z“
- 1978 – 22. cena ADC – Sony „JACKAL“
- 1978 – 23. cena ADC – Ai Music Sadao Watanabe
- 1980 – 24. cena člena ADC – Suntory „ Ken Kaiko “
- 1981 – 12. cena Kódanša Publishing Culture Award Photo Award – Asami Kobajaši „Nude“
- 1984 – 28. cena ADC – Kašijama „YMCA“, Šinchoša „Šinčo Bunko“
- 1984 – 29. ocenění členů ADC
- 1987 – 31. nejvyšší ocenění člena ADC – Bridgestone „Legno“ CF
- 1988 – 34. Mainichi Design Award
- 1988 – ACC Sugiyama Award
- 1989 – 33. cena člena ADC – Seibu „Model je přirozený svět“
- 1990 – 6. zvláštní Cena Higašikawy
- 1992 – 36. cena člena ADC – datová komunikace NTT „Dveře do budoucnosti“
- 1994 – 38. cena ADC – Šiseido „Angelique“
- 1997 – Japan Advertisement Yamana Award
- 2015 – 55. ACC CM FESTIVAL Síň slávy tvůrců [3]